# Kalabasa

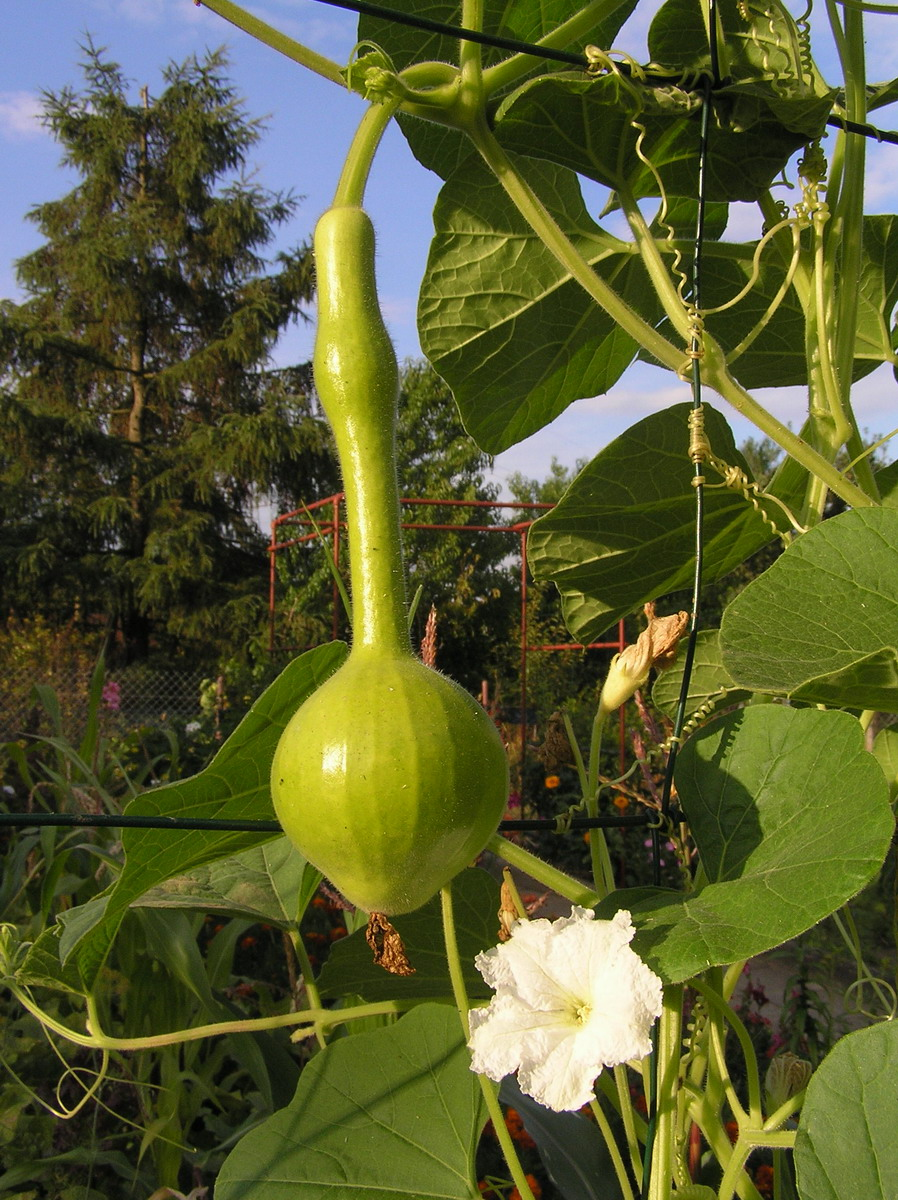
Jeden ze zdrojů kalabas, lagenárie obecná

Kalabasa (někdy též kalebasa) je nádoba sloužící ke konzumaci čaje Yerba maté, vyrobená typicky z plodu tykve nebo příbuzných rostlin. K jeho pití společně s kalabasou patří speciální kovová či dřevěná tyčinka nazývaná bombilla.

## Historie
V zemi původu, tj. v Jižní Americe, konkrétně v okolí pohoří And, byla v dávných dobách využívána kalabasa jako nádoba na vodu, na jasanové a lipové esence. Podle zápisků španělských objevitelů byly kalabasy důležitou součástí rituálů místních domorodců.
V Evropě se kalabasy začaly vyskytovat kolem 17. století, kdy se vyvážely i z Jižní Ameriky. Místo klasického materiálu se v Evropě používala keramika, později se zvyšující se poptávkou a oblibou, začal rozmach kalabas porcelánových a kovových. Změna módních trendů se projevila i v této oblasti, a tak se můžeme setkat s výrobky, které jsou zdobené např. drahými kovy, vyřezávané apod.
Země, které se specializovaly na výrobu kalabas, byly především Německo a Francie. Mezi dochovanými exempláři však můžeme najít i takové, které byly vyrobeny v Československu či Anglii.

## Podoby kalabasy
Není nezbytně nutné, aby každá kalabasa byla vyrobena z tykve. Historické podoby kalabas jsou aktuální i dnes, a tak máme k dispozici kalabasy např. ze dřeva či keramiky. Ty jsou vzhledem ke svému materiálu považovány za ty s dlouhou životností. Setkat se můžeme i s takovými, které jsou vyrobeny z dýní. Pro uživatele, kteří si potrpí na estetickou stránku, jsou k dispozici kalabasy zdobené kovem nebo z kovu přímo vyrobené.